# Hollywood North
Hollywood North es una alusión a Hollywood, California, el más notable centro cinematográfico del mundo, que se utiliza a modo de coloquialismo para describir ciudades destacadas en la industria del cine que se encuentran al norte de Hollywood o a hechos relacionados con el cine que toman lugar en esa región. El término alude principalmente al cine canadiense, específicamente a Vancouver y Toronto. También es utilizado para referirse al Skywalker Ranch, lugar de trabajo del director y productor George Lucas, Silicon Valley, California, y el Festival Internacional de Cine de Santa Bárbara, entre otros.